# Chan Yunis
Chan Yunis oder dt. Chan Junis (arabisch خان يونس Chān Yūnis, DMG Ḫān Yūnus ‚Karawanserei des Yunus‘, im englischen oft Khan Yunis transkribiert, hebräisch ח'אן יונס Chan Junis) im Gouvernement Chan Yunis ist die zweitgrößte Stadt im Gazastreifen, der seit 1994 de jure unter Verwaltung der Palästinensischen Autonomiebehörde steht, de facto seit 2007 jedoch unter der Verwaltung der Hamas im Gazastreifen steht. Die Stadt und das Flüchtlingslager zählten im Jahr 2023 zusammen ca. 291.443 Einwohner. Chan Yunis ist einer der Standorte der Al-Quds Open University.

## Geographie und Klima
Die Stadt liegt rund vier Kilometer vom Mittelmeer und acht Kilometer nördlich von der ägyptischen Grenze entfernt. Klimatisch liegt Chan Yunis somit in einer halbtrockenen Region, deren jährliche Niederschlagsmenge durchschnittlich 260 Millimeter beträgt. Die Stadt hat eine Höchsttemperatur von 30 Grad Celsius im Sommer und eine Mindesttemperatur von 10 Grad Celsius im Winter.

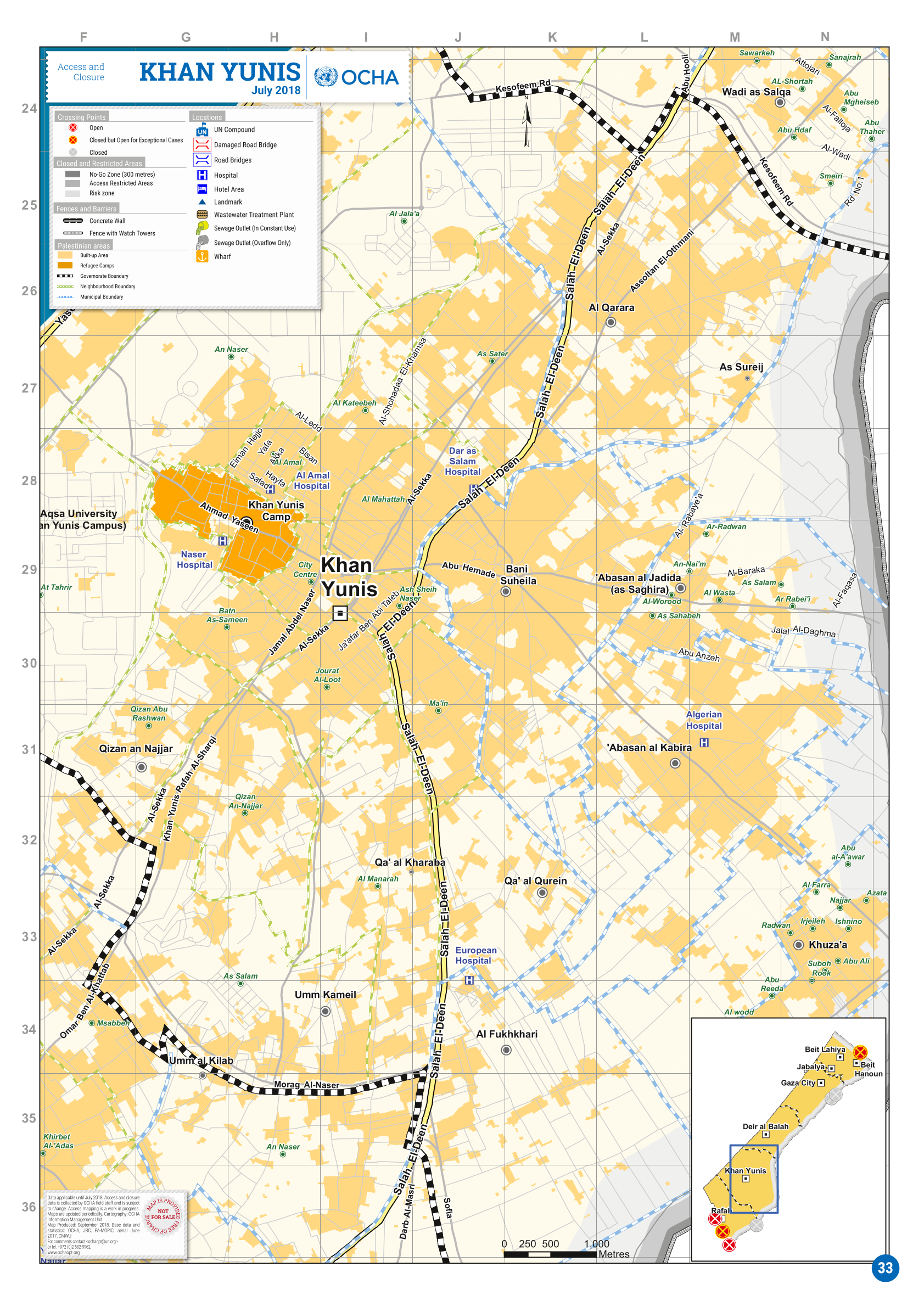
Stadt und Gouvernement Khan Younis, die Stadt befindet sich im Süden des Gazastreifens

## Geschichte

### Antike Zeit
Herodot, ein antiker griechischer Geograph, beschreibt eine Stadt namens Lenysos, die zwischen dem Sirbonischen See und Kadytis (heute Gaza-Stadt) liegt. Er erzählt, wie das persische Militär auf dem Weg nach Ägypten durch den Ort marschierte. Er beschreibt auch, wie das Küstengebiet zwischen Kadytis und Lenysos von lokalen arabischen Stämmen bewohnt wurde. Einige Quellen assoziieren diese Stätte aufgrund der phonologischen Ähnlichkeit der Namen und der allgemeinen Übereinstimmung der geografischen Standorte mit dem modernen Khan Yunis.
Andere Quellen haben einen weiteren Standort im Landesinneren von „Khirbet Ma'in Abu Sitta“ (1949 entvölkertes palästinensisches Dorf) oder die ägyptische Stadt Arish als mögliche Standorte von Lenysos vorgeschlagen, aber keine eindeutigen Beweise dafür unterstützen diese Identifikation.

### Gründung der Stadt durch Mamluken
Der Ort war die Verbindungsstadt zwischen dem Niltal, dem Fruchtbaren Halbmond und der Arabischen Halbinsel und entwickelte sich zu einem wichtigen Handelszentrum. Vor dem 14. Jahrhundert war Khan Yunis ein Dorf namens „Salqah“.
Zum Schutz von Karawanen, Pilgern und Reisenden wurde dort 1387–1388 von Emir Yunus ibn Abdallah al-Nuruzi ad-Dawadar, einem afghanischen paschtunischen Offizier aus dem Nurzai-Stamm und einem Beamten des Mamlukenreiches, eine riesige Karawanserei errichtet. Die wachsende Stadt um sie herum wurde nach ihm „Chan Yunis“ genannt. Im Jahr 1389 wurde Yunis im Kampf getötet.
Emir Yūnus Nurzai war der Exekutivsekretär, einer der hochrangigen Beamten des Mamlukenherrschers Barquq. Die Stadt entwickelte sich zu einem wichtigen Handelszentrum und ihr wöchentlicher Donnerstagsmarkt zog Händler aus benachbarten Regionen an.
Der Khan diente als Raststätte für Kuriere des Mamluken-Postnetzes in Palästina und Syrien.

### Osmanische Zeit
Ende 1516 war Khan Yunis Schauplatz einer kleinen Schlacht, in der die in Ägypten ansässigen Mamluken vom Osmanischen Reich unter der Führung von Sinan Pascha besiegt wurden. Der osmanische Sultan Selim I. kam dann in die Gegend, wo er die osmanische Armee über die Sinai-Halbinsel führte, um Ägypten zu erobern. Im 17. und 18. Jahrhundert beauftragten die Osmanen eine mit der Zitadelle von Kairo verbundene Azeb-Garnison mit der Bewachung der Festung Khan Yunis.
Der französische Kartograf Pierre Jacotin nannte das Dorf Kan Jounes auf seiner Karte von 1799, während Robinson im Jahr 1838 Khan Yunas als ein muslimisches Dorf in der nähe von Gaza erwähnte. Im Jahr 1863 besuchte der französische Entdecker Victor Guérin Khan Yunis. Er fand heraus, dass es etwa tausend Einwohner hatte und dass in der Nähe viele Obstbäume, insbesondere Aprikosen, gepflanzt wurden.

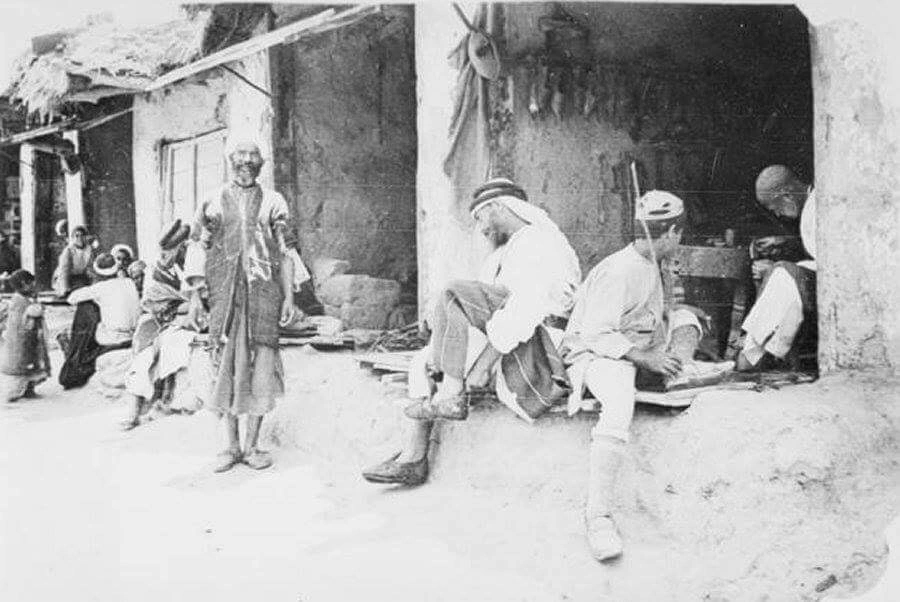
Arbeiter in einer Straße von Khan Yunis, 1914

Ende des 19. Jahrhunderts richteten die Osmanen einen Gemeinderat ein, der die Angelegenheiten von Khan Yunis verwalten sollte, der nach Gaza selbst zur zweitgrößten Stadt im Gazastreifen geworden war.

### Britisches Völkerbundsmandat für Palästina
Bei der von den britischen Mandatsbehörden durchgeführten Volkszählung von Palästina im Jahr 1922 hatte Khan Yunis eine Bevölkerung von 3890 Einwohnern (3866 Muslime, 23 Christen und ein Jude).

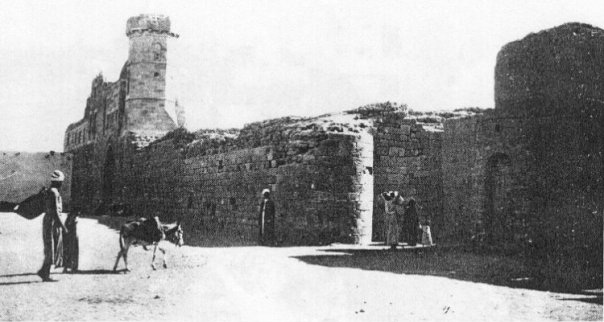
Altstadt von Khan Yunis, 1930

In den Statistiken von 1945 hatte Khan Yunis eine Bevölkerung von 11.220 (11.180 Muslime und 40 Christen). mit 2.302 (städtischen) und 53.820 (ländlichen) Dunams Land, laut einer offiziellen Land- und Bevölkerungsumfrage.
Während der Besetzung des Dodekanes durch die Nazis suchten viele Griechen der Dodekanes-Inseln wie Kastelorizo Zuflucht im nahe gelegenen Nuseirat-Lager.

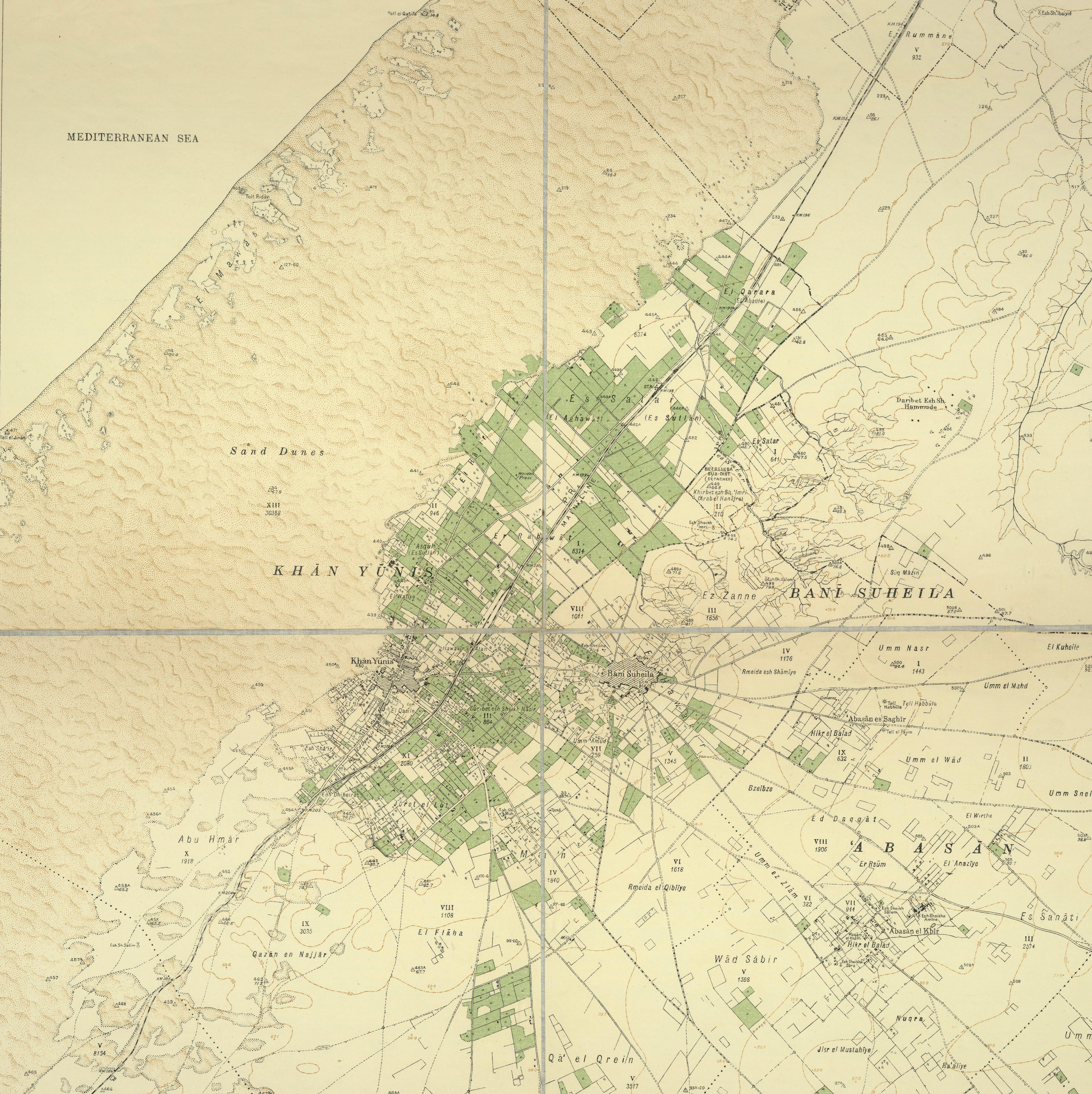
Karte von Chan Yunis 1931
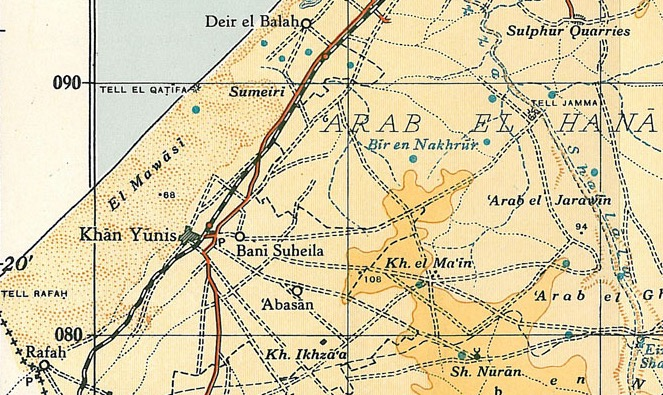
Karte von Chan Yunis 1945

### Palästinakrieg und Kämpfe während der Suezkrise
Während des Palästinakrieges 1948/49 wurde Chan Yunis von ägyptischen Truppen besetzt. Am 31. August 1955 führte die israelische Armee eine Militäraktion in Chan Yunis durch, da von hier aus eine Guerillaaktion gegen Israel stattgefunden hatte. Die Aktion, die über 70 ägyptische Soldaten das Leben kostete, führte zu einem Waffenstillstand Ägyptens mit Israel.
Vor dem Suezkrieg wurde Khan Yunis offiziell von der Gesamtpalästinensischen Regierung verwaltet. Im Sommer 1955 starben etwa 70 ägyptische Soldaten beim Angriff durch eine israelische Fallschirmeinheit. Im Suezkrieg (1956–1957) durchbrach nach einem Feuergefecht die 37. Panzerbrigade der israelischen Armee die stark befestigten Linien außerhalb von Khan Yunis, die von der 86. Palästinensischen Brigade gehalten wurden. Es war der einzige Ort im Gazastreifen, an dem die ägyptische Armee Widerstand gegen die israelische Invasion in Gaza leistete, sich jedoch am 3. November 1956 ergab.
Es gibt widersprüchliche Berichte darüber, was passiert ist. Israel sagte, dass Palästinenser getötet wurden, als die israelischen Streitkräfte noch mit bewaffnetem Widerstand konfrontiert waren, während die Palästinenser sagten, dass zuvor jeglicher Widerstand aufgehört habe, und dass viele unbewaffnete Zivilisten getötet worden seien, als die israelischen Truppen durch die Stadt und das Lager zogen und nach Männern mit Waffen suchten.
Die Toten von Khan Yunis wurden der UN-Generalversammlung am 15. Dezember 1956 vom Direktor des UN-Hilfswerks für Nothilfe, Henry Labouisse, gemeldet. Dem Bericht zufolge ist die genaue Zahl der Toten und Verletzten nicht bekannt, der Direktor erhielt jedoch von einer vertrauenswürdigen Quelle Listen mit Namen mutmaßlich getöteter Personen, darunter 275 Personen, davon 140 Flüchtlinge und 135 Anwohner.
Nach 1959 wurde die Gesamtpalästinensische Regierung abgeschafft und Gaza kam unter Militärverwaltung der Vereinigten Arabischen Republik.

### Israelische Besatzung bis zur Intifada
Im Jahr 1967, während des Sechstagekrieges, war Chan Yunis ebenfalls von Kämpfen und Bombardements betroffen. Infolge des Krieges gelang die Stadt unter israelische Besatzung. Während der israelischen Besatzung (1967–2005) kam es in Chan Yunis wiederholt zu gewalttätigen Auseinandersetzungen zwischen israelischen Sicherheitskräften und Angehörigen von palästinensischen Untergrundorganisationen, in deren Verlauf auch Unbeteiligte zu Schaden kamen. Die Stadt gilt als Hochburg der militanten Hamas.
Khan Yunis war während der zweiten Intifada im August 2001 und Oktober 2002 Schauplatz israelischer Hubschrauberangriffe, bei denen mehrere Zivilisten getötet, Hunderte verletzt und zivile Gebäude in der Umgebung zerstört wurden.
Mit Ende der zweiten Intifada endete die israelische Militärbesatzung mit dem Abkopplungsplan und Khan Younis gelangte vollständig unter die Kontrolle der Autonomiebehörde.

### Palästinensische Verwaltung und Gaza-Kriege
Seit der israelischen Grenzblockade 2005 wurden über 2000 Qassam-Raketen von Chan Yunis nach Israel geschossen, zumeist auf die südisraelische Stadt Sderot.

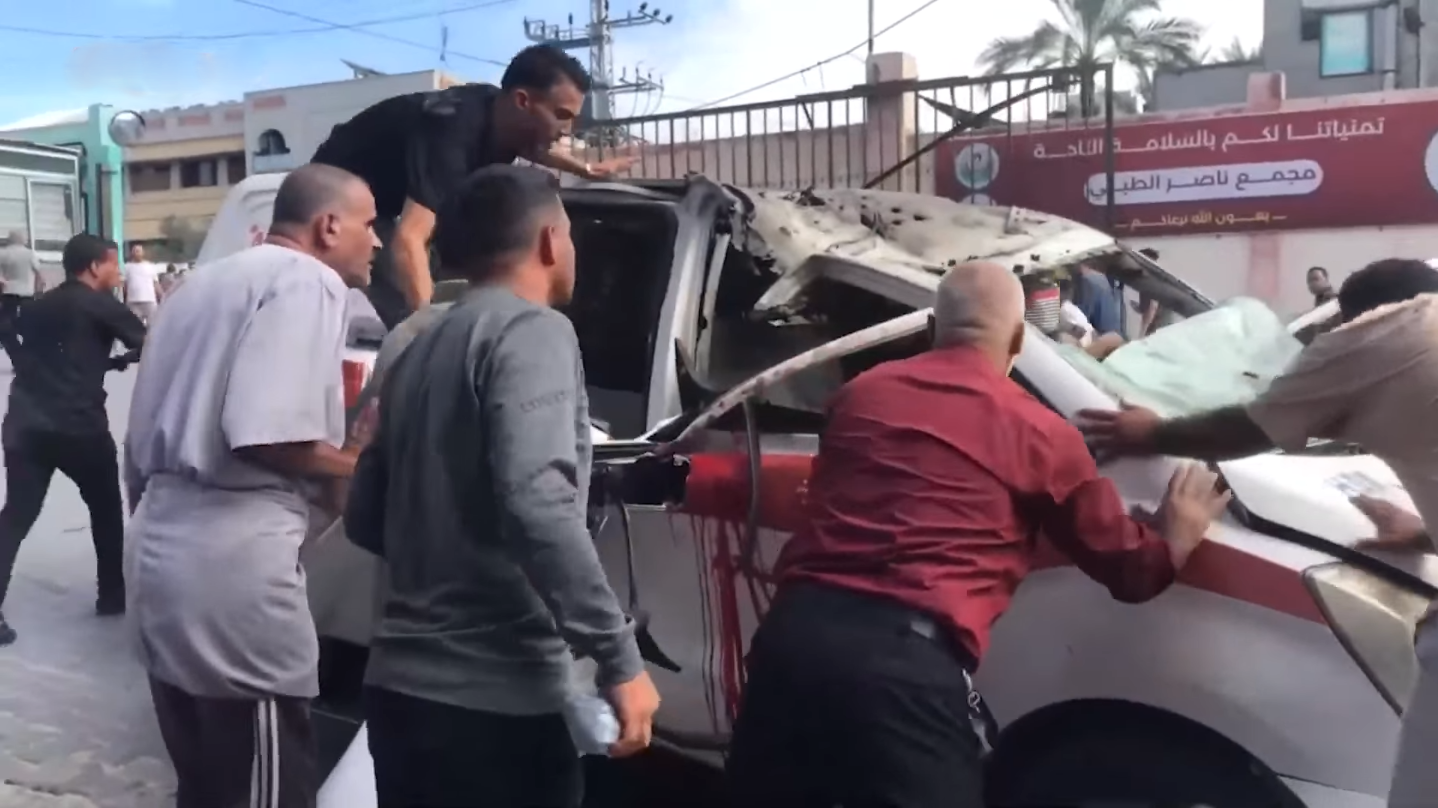
Krankenwagen der Palästinensischen Rothalbmondgesellschaft in Khan Yunis, nachdem er durch einen israelischen Luftangriff am 7. Oktober 2023 schwer beschädigt wurde

Nach den Wahlen 2006 übernahm 2007 die Hamas die Macht im Gazastreifen.
Ende 2017 wurde das von Katar finanzierte Projekt Scheich-Hamad-Stadt fertiggestellt, ein neues Wohnviertel für mehr als tausend Familien.

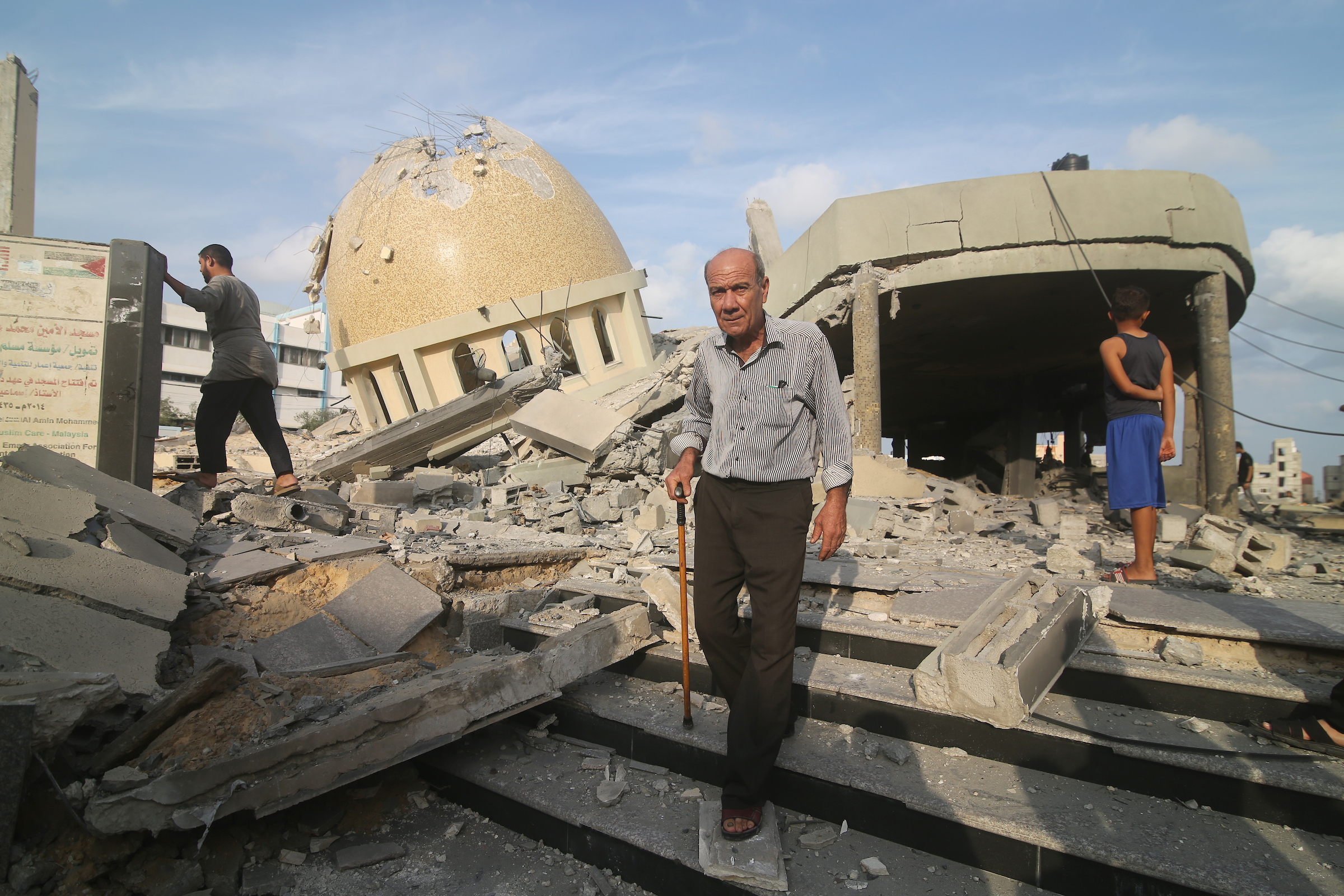
Ein alter Mann am Stock läuft durch die Ruinen der Al-Amin Muhammad Moschee in Chan-Yunis, die bei israelischen Luftangriffen am 8. Oktober 2023 zerstört wurde

Seit dem langfristig von der Hamas geplanten Terrorangriff auf Israel am 7. Oktober 2023 und dem daraus folgenden  Krieg in Israel und Gaza seit 2023 bombardiert die israelische Armee die Stadt zusammen mit anderen Städten im Gazastreifen. Dies geschah weiterhin, nachdem Israel die Menschen aus Gaza-Stadt und dem nördlichen Teil des Gazastreifens aufgefordert hatte, sie sollten im Gazastreifen südlich des Besor Zuflucht suchen.
Das al-Qarara-Kulturmuseum wurde bei einem Angriff Israels im Oktober 2023 durch eine Explosion zerstört.
Lokale Quellen haben von zahlreichen zivilen Opfern in Khan Yunis infolge israelischer Bombenangriffe berichtet, die die palästinensische Nachrichtenagentur Wafa mit Stand vom 3. Dezember 2023 auf „mindestens 70“ und hunderten von Verletzten bezifferte.
Von 23. Januar 2024 bis 7. April 2024 war die Stadt von israelischen Streitkräften besetzt, dann nochmals eine Woche lang ab 22. Juli 2024. Die palästinensischen Behörden gaben 390 zivile Todesopfer bekannt. Die Juli-Offensive der israelischen Streitkräfte soll nochmals 300 Todesopfer gefordert haben.

## Flüchtlingslager
Das Chan-Yunis-Flüchtlingslager (englisch Khan Younis camp) befindet sich unweit der Stadt rund zwei Kilometer von der Mittelmeerküste entfernt. Es wurde 1949 im Westen von Chan Yunis errichtet. Die meisten Bewohner sind Nachkommen von Flüchtlingen, die vor dem Ersten Arabisch-Israelischen Krieg in Dörfern um Beʾer Scheva oder anderen Gemeinden in der Wüste Negev lebten. 2016 hatte das Flüchtlingslager etwa 49.000 Einwohner.
Das Flüchtlingslager ist in 13 Blöcke unterteilt; einige Blöcke in niedriggelegenen Gebieten werden im Winter überflutet. Die meisten der Schutzunterkünfte sind aus Zementblöcken und haben Asbest-Dächer. Im Lager gibt es kein Kanalnetz. Alle Schutzhütten werden mit Wasser aus öffentlichen und privaten Brunnen beliefert.
Der westliche Block, „Block 1“, war sehr nah am israelischen Siedlungsblock Gusch Katif gelegen. Vor der Grenzschließung des Gazastreifens im September 2000 arbeiteten die meisten Flüchtlinge als Arbeiter in Israel oder in der lokalen Landwirtschaft und im Fischfang. Um zu ihrer Arbeit ans Meer oder zu den Bauernhöfen in der Mawasi-Region nahe dem Meer zu kommen, mussten sie eine israelische Kontrollstelle am Eingang zum Gusch-Katif-Siedlungsblock passieren. Erst mit dem Rückzug Israels aus dem Gazastreifen wurde das Siedlungsgebiet im August 2005 vollständig geräumt; das israelische Heer begann nach der Evakuierung der Siedlungen umgehend mit dem Abriss der Häuser.
Andere Flüchtlinge betreiben Läden und Werkstätten. Ein öffentlicher Markt wird jeden Mittwoch abgehalten.
Das Relief and Social Services Department des Hilfswerks der Vereinten Nationen für Palästina-Flüchtlinge im Nahen Osten (UNRWA) hat mehrere hundert durch Operationen der israelischen Streitkräfte (IDF) zerstörte Häuser im Chan-Yunis-Flüchtlingslager erfasst. Die UNRWA hilft beim Wiederaufbau von Häusern, stellt Bildungsmaßnahmen und medizinische Hilfe zur Verfügung.

## Politik und Internationale Beziehungen
Der Wahlkreis Khan Yunis hatte fünf Mitglieder im Palästinensischen Legislativrat. Nach den palästinensischen Parlamentswahlen 2006 gab es drei Hamas-Mitglieder, darunter Yunis al-Astal, und zwei Fatah-Mitglieder, darunter Mohammed Dahlan.

### Städtepartnerschaft
Chan Yunis unterhält Partnerschaften mit folgenden Städten:
- Norwegen, Hamar
- Spanien, Almuñécar
- Frankreich, Évry
- Italien, Bisceglie
- Italien, Alcamo

## Sehenswürdigkeiten
- Qalaat Barquq ist eine islamische Festung in Khan Yunis. Sie wurde während der Herrschaft des mamlukischen Burji Sultan Barquq im Jahr 1387 n. Chr. erbaut.Außenansicht des Schlosses Barquq, 2020

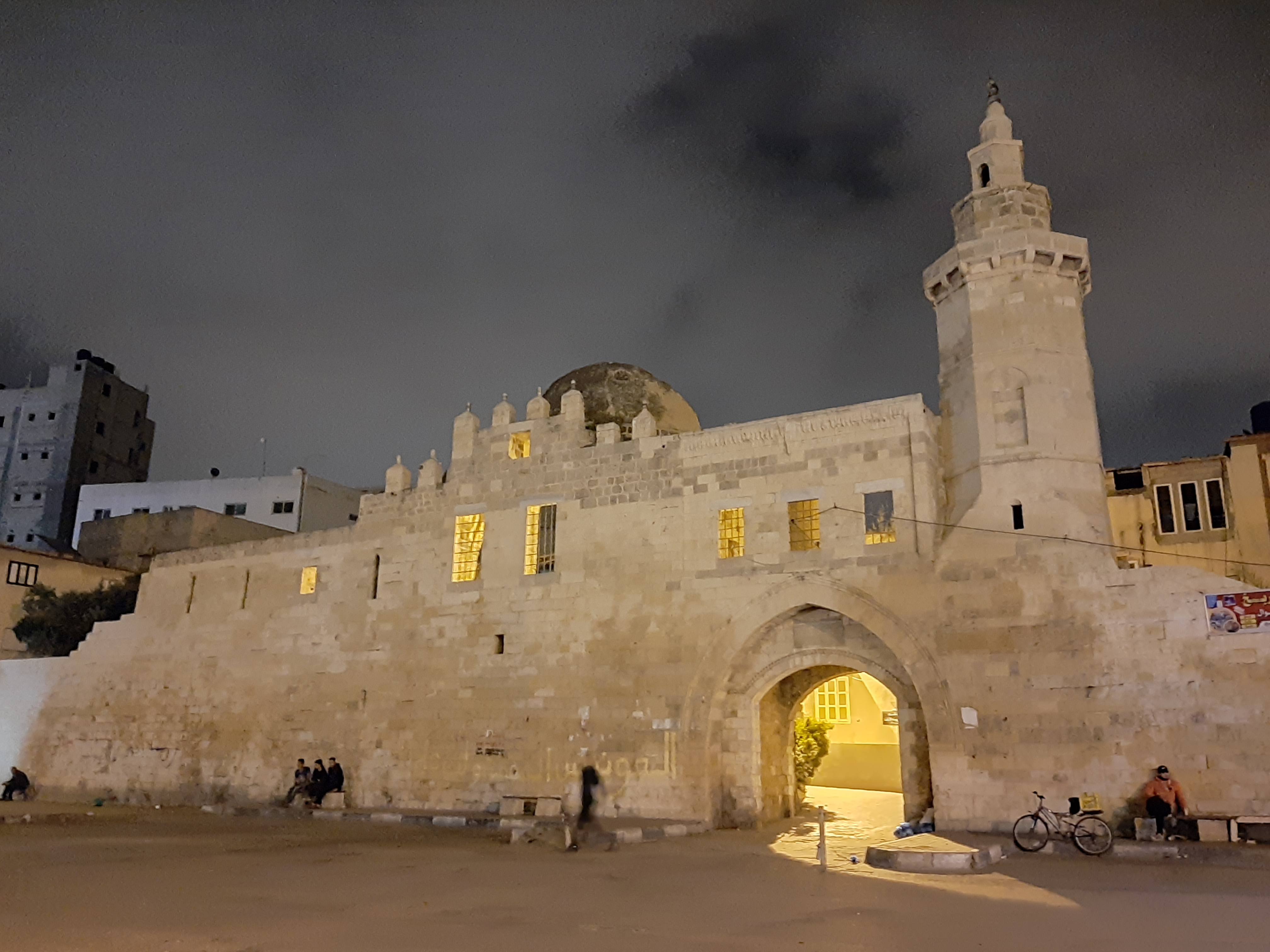
Außenansicht des Schlosses Barquq, 2020

- Die Alte Karawanserei, erbaut während der Regierungszeit von Yunis ibn Abdallah an-Nauruzi: Zunächst als Station für Reisende und Händler geplant, wurde sie während der Osmanenherrschaft zu einer Zitadelle ausgebaut und diente als Militärstützpunkt und Poststation.
- Das Al-Qarara archäologische Museum zeigt viele der in der Gaza-Region gefundenen Mosaike.

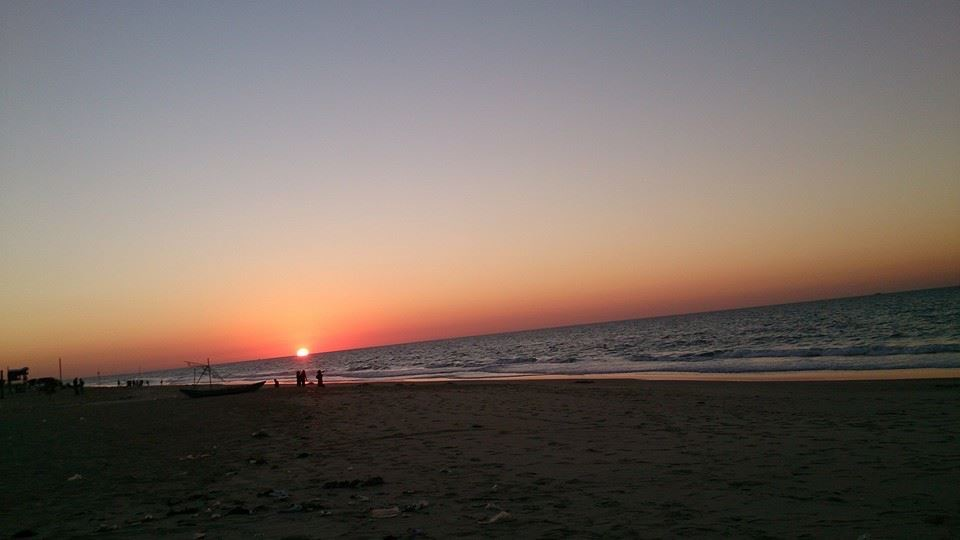
Strand von Khan Yunis, 2019

## Infrastruktur
Der Friedhof liegt inmitten der Stadt in einem stark bewohnten Gebiet mit vielen Alleen und kleinen Plätzen. Auf ihm liegt das Familiengrab der al-Qidwas, Jassir Arafats Verwandtschaft väterlicherseits.

### Eisenbahn
Chan Yunis lag von 1916 bis zur Stilllegung des betreffenden Abschnitts in den 1970er oder 1980er Jahren an der Sinai-Bahn von Beirut über Lod nach Kairo (bis 1967). Heute sind die Gleise der Eisenbahn im Gazastreifen größtenteils abgebaut.

## Söhne und Töchter der Stadt
- Muhammad Schabir (1946–2023), Wissenschaftler und Politiker; getötet am 11. November 2023 bei einem Bombenangriff der Israelischen Armee
- Ziyad an-Nachala (* 1953), Generalsekretär der Terrororganisation Islamischer Dschihad in Palästina
- Mohammed Dahlan (* 1961), Politiker (Fatah)
- Yahya Sinwar (1962–2024), Politiker der Terrororganisation Hamas
- Mohammed Sinwar (1975–2025), Politiker und Terrorist
- Mohammed Assaf (* 1989), Sänger
- Hiba Abu Nada (1991–2023), Dichterin und Schriftstellerin; wurde bei einem Bombenangriff der Israelischen Armee auf ihr Haus in Chan Yunis getötet
- Razan al-Nadschar (1997–2018), Krankenschwester und Rettungshelferin, getötet am 1. Juni 2018 von einem Scharfschützen der Israelischen Armee

Razan al-Najjar
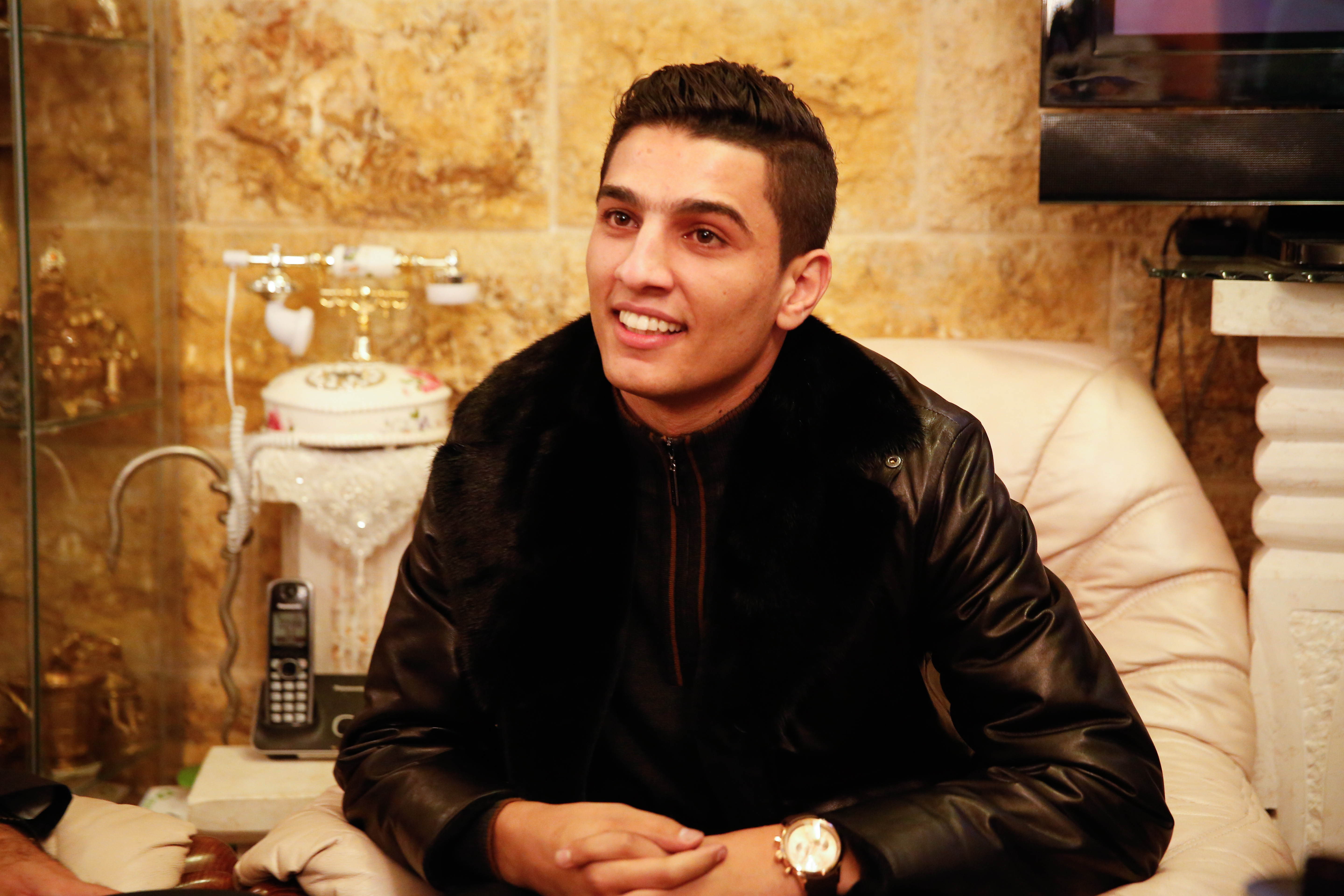
Mohammed Assaf